# Sabri Koçi
Šejh hfz. Sabri Koçi (Orenjë, 14. svibnja 1921. – Tirana, 18. lipnja 2004.), albanski teolog, sedmi po redu veliki muftija Muslimanske zajednice Albanije, šejh tijanijskog tarikata.

## Životopis
Sabri Koçi je rođen u mjestu Orenjë blizu Librazhda. Njegov otac Idriz je radio u Solunu. Preminuo je godinu dana nakon što mu se sin rodio. Uz pomoć gradonačelnika Adema Kastratija iz Shkodëra, upućen je i obrazovan u Shkodëru. Svoje obrazovanje je započeo 1932. godine, a poslije je radio i kao mujezin.
Koçi je bio imam u Drishtu od 1938. do 1939. godine, prije nego što je preuzeo istu ulogu u Shkodëru. Promoviran je za muftiju Kavajë 1955. godine. Iduće godine imenovan je muftijom Kavajë. Progonio ga je Enver Hoxha zbog vjere, zbog čega je proveo 23 godine u zatvoru zbog odbijanja da podrži njegovu ateističku politiku.  Nakon što je 1991. godine priznata Muslimanska zajednica Albanije, Koçi je bio imenovan njenim velikim muftijom. Na toj se dužnosti zadržao do 2003. godine.
Umro je u Tirani, 18. lipnja 2004. godine.

## Vanjske poveznice
- Dallas, Sandra, ur. 22. ožujka 1998. Listening To The Call Of Islam. Bloomberg Businessweek. Pristupljeno 22. siječnja 2015.
- Kamm, Henry. 27. ožujka 1992. Albania's clerics lead a rebith. New York Times. Pristupljeno 22. siječnja 2015.